# Tripelconcerto
Een tripelconcerto is een concerto waarbij drie solisten een muzikale dialoog aangaan met de begeleidende groep (meestal (strijk)orkest).
Bekende voorbeelden: Bach, Vivaldi, Telemann, Graupner, Mozart (het "Lodron"-concert KV 242 voor drie piano's) en Beethoven (het Tripelconcert op. 56 voor viool, cello en piano).